# 엘러스-단로스 증후군
엘러스–단로스 증후군(Ehlers–Danlos syndrome, EDS)은 유전성 결합조직 장애의 일종이다. 유연한 관절, 신축성 있는 피부 및 비정상적인 흉터 형성이 대표적인 증상이다. 이러한 증상은 출생 직후나 어린 시절에 발견되며 합병증에는 대동맥 파열, 관절 탈구, 척추측만증, 만성 고통 또는 조기 관절염 등이 있다.
십여 개 이상의 유전자의 돌연변이가 EDS를 일으켜 콜라겐 구조에 결함을 일으킨다. 확실한 진단을 위해서는 유전자 테스트나 피부 조직 검사를 실시한다. 증상이 비슷해서 오진될 수 있는 병으로는 건강염려증, 우울증, 만성 피로 증후군이 있다.
알려진 치료법은 없다. 자연 치료가 유일한 방법이며, 물리 치료 및 보강은 근육을 강화하고 관절을 지지해 줄 수 있다.  일반인과 같은 기대 수명을 가지는 EDS 환자도 있지만 만약 EDS가 혈관을 침범했다면 일반적으로 기대 수명이 짧아진다.
전 세계적으로 5000명당 1명이 이 병에 걸린다. 예후는 경우에 따라 다르다. 히포크라테스가 기원전 400년에 이 병의 증상에 대해 처음 기술하였다. 증후군의 이름은 에드바트 엘러스(Edvard Ehlers)와 앙리-알렉상드르 당로스(Henri-Alexandre Danlos)라는 두 명의 의사 이름에서 기원하였다.

## 징후와 증상

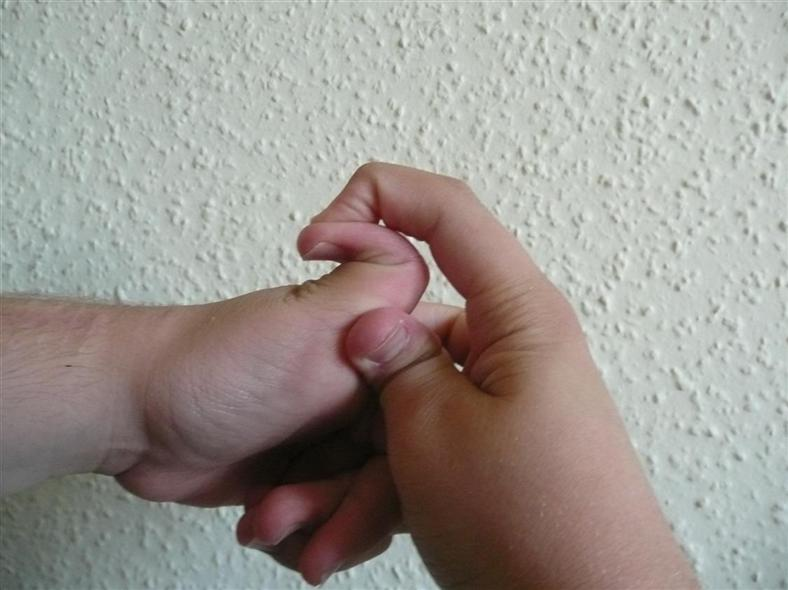
EDS를 가지는 사람의 과운동 관절

EDS는 인체의 결합 조직에 영향을 미치며, 일반적으로 증상은 관절, 피부, 혈관에 나타난다. 증상은 어느 정도 유연한 관절에서 치명적인 심혈관계 증상에까지 미친다. EDS의 다양성으로 인하여 EDS를 진단받은 사람들 사이에도 큰 증상의 차이가 나타날 수 있다. 다음은 주요 징후와 증상 목록이다.

### 근골격계
- 과도하게 신전되는 관절
- 관절의 불완전한 염좌, 전위, 탈구, 확장[8]
- 흉부 콘센트 증후군
- 관절염[9]
- 만성 퇴행성 관절질환
- 손가락의 스완 목 변형[10]
- 손가락의 Boutonniere 기형
- 힘줄 또는 근육의 끊어짐[11]
- 척추측만증 (척추의 곡률), 전만증 (흉부 혹)[12]
- 심각한 근육통 (근육통)과 관절통[13]
- Trendelenburg 의 신호[14]
- Osgood–Schlatter 질병[15]
- 18개월의 유아가 걷지 못하거나 바닥을 기어다닌다.[16]

### 피부
- 피부가 쉽게 찢어진다.
- "담배 종이"흉터[17]
- 멍이 자주 생긴다.
- 피부가 겹쳐진다.
- 압점에 Molluscoid pseudotumors,[18]
- Petechia[19]
- 피하 spheroids
- Livedo reticularis (탁해지는 동공, 수정체의 확장)
- Piezogenic papules[20]

### 심혈관
- 동맥 파열
- 수술 도중에 혈관이 파열되는 현상[21]
- 오름 대동맥의 팽창 및 파열[22]
- 자세 직립성 빈맥 증후군
- 레이노 현상
- 정맥류
- 마음
- 중심 전도 이상

### 다른 표현
- Hiatial 탈장
- 위식도역류
- 위장관 운동 장애[23]
- Dysautonomia[24]
- Gorlin 의 증상(혀를 코)[25]
- 항문 탈출증
- 폐 결(자발적인 기흉)
- 신경 압축장애(손목관절 증후군, acroparesthesia, 신경병을포함하는 작은 섬유 신경병증)[26]
- 국소부위의 무감각
- Arnold–아리 기형[27]
- 혈소판 응집장애[28]
- 임신 합병증이 통증을 완화 peripartum 출혈, 자궁경부 부전, 자궁의 찢어짐[29]
- 수면 무호흡증[30]
- 외상에 의해 발생하는 두개골 척추 불안정성, 머리와 목이 진동 및 충격에 취약해짐. 뇌척수액의 정상적인 흐름과 같은 주요한 문제와 관련된 자율신경계의 조절 실패[31]
- 체강 질환, EDS 때문에 일반적인 현상이 나타날 수 있는 모두에게 병,피로를 포함하여,고통,위장병 불만 또는 심장 혈관 장애[32]
- Fibromyalgia

아동학대를 받은 어린이의 증상과 구별되지 못하는 경우가 있기 때문에, 이 질병이 오진되는 경우가 종종있다.
이 질병을 겪는 어린이는 아동학대와 맞먹는 매우 큰 고통을 받는다.

## 유전학

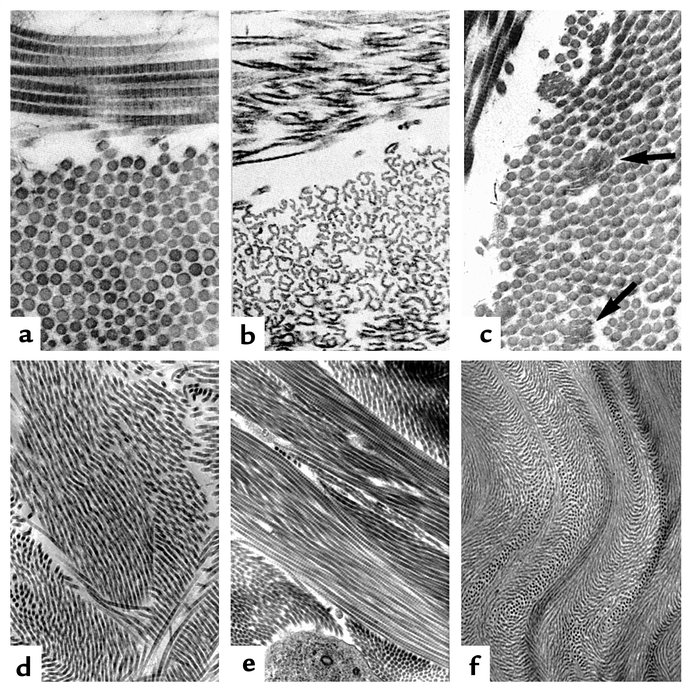
콜라겐 섬유와 EDS. (a) 정상적인 콜라겐 섬유는 크기와 간격이 균일하다. dermatosparaxis를 가지는 사람의 섬유 (b)에서는 섬유의 형태에 극적인 변화와 결합 조직의 인장 강도의 심각한 훼손이 보여진다. 일반적인 EDS 환자의 섬유 (c)는 융합된 섬유를 가진다. TNX가 결핍된 환자의 섬유 (d)는 크기가 균일하고 섬유의 융합은 보여지지 않는다. TNX가 없는 (e)의 섬유는 덜 빽빽하게 채워져 있고 잘 정렬되어 있지 않다.

EDS은 다음과 같은 유전자의 돌연변이를 통해 발생할 수 있다.
- Fibrous proteins: COL1A1, COL1A2, COL3A1, COL5A1, COL5A2, and TNXB
- Enzymes: ADAMTS2, PLOD1, B4GALT7, DSE, and D4ST1/CHST14

EDS은 유전 상속 유형에 따라 달라진다. 대부분의 형태의 상태는 유전 상속에서 상염색체 지배적인 패턴을 의미하는 단 하나의 복사 유전자로부터 나온다.. 소수 민족는 상속에서 염색체 열성 패턴에 모두 영향을 받는다. 이는 또한 개인의 de novo, 산발적" 돌연변이다.  상속패턴에 대한 논의를 거친 후에야 EDS의 유형을 정확히 밝힐 수 있다.

## 진단

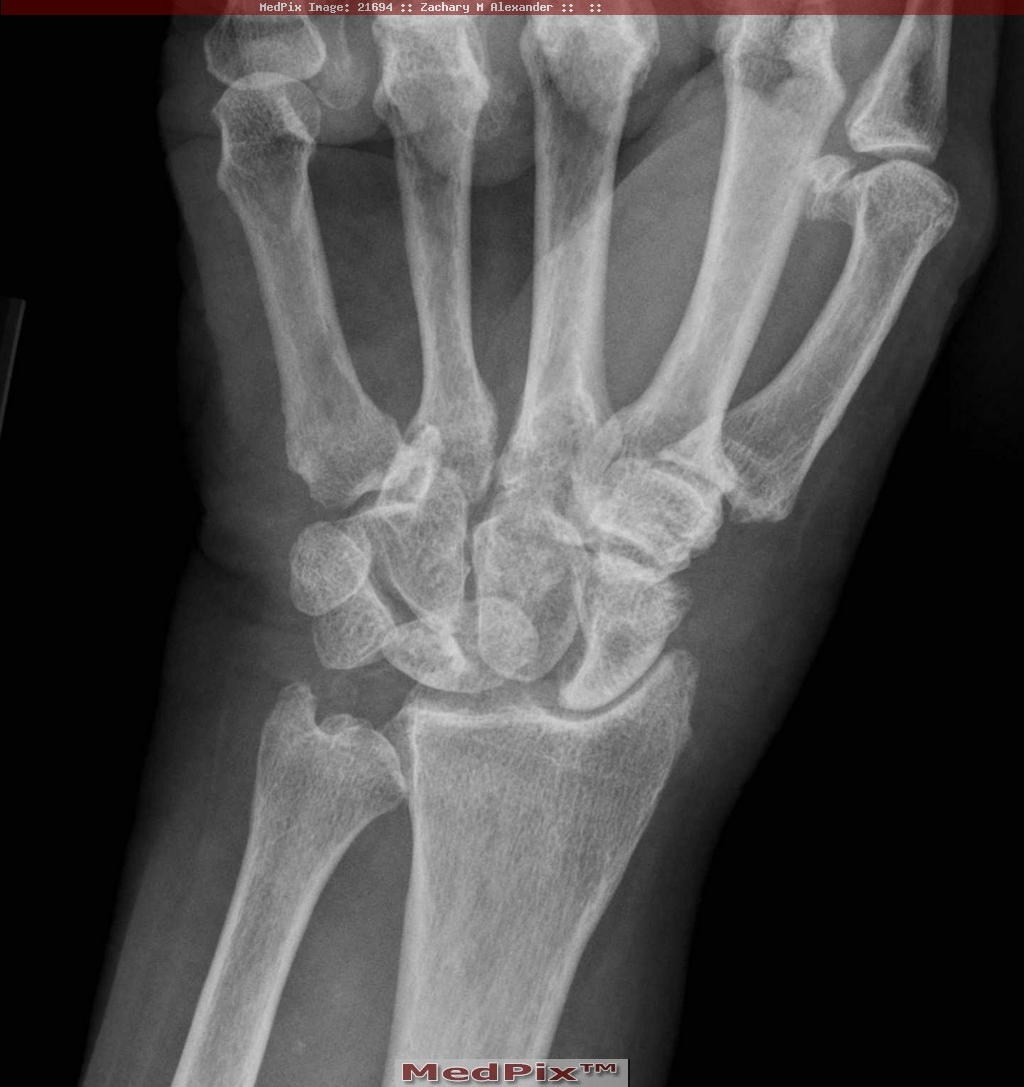
불안정한 손목의 X-ray

증상은 환자 기록이나 관찰로써 확인할 수 있다. Beighton criteria가 관절의 과운동성을 평가하는 데에 널리 쓰인다. 콜라겐 유전자 돌연변이 검사, v피부 조직 검사, 초음파 등의 검사를 진단에 사용할 수 있다. 그러나 이 검사들이 모든 유형의 EDS를 확정할 수 있는 것은 아니다. 한 가족에서 여러 명이 EDS를 가지면 가족 구성원의 형질 정보를 이용하여 산전 진단을 수행할 수 있다. 의료 현장에서 EDS에 관한 지식은 일반적으로 부족하다.

### 분류
2017년 현재 Ehlers-Danlos 증후군에는 13가지 유형이 있으며 특징이 크게 겹친다.

#### 과운동성 EDS
주로 크고 작은 관절에 영향을 미치는 관절과 운동 능력으로 재발성 관절 탈구 및 아탈구 (부분 탈구)를 유발할 수 있다. 일반적으로이 유형의 사람들은 근육 및 / 또는 뼈의 멍이 들거나 만성 통증이 있는 부드럽고 부드럽고 벨벳 같은 피부를 가진다.

#### 고전 EDS
과도한 탄력이 있는 (신축성있는) 부드러운 피부가 연약하고 부서지며 쉽게 상처가 난다. 넓은, 위축성 흉터 (편평하거나 우울한 흉터); 및 협동과 운동성. Molluscoid pseudotumors (팔꿈치와 같은 압력 점에 석회화 한 혈종) 및 spheroids (팔뚝 및 shins에 지방 함유 포낭) 또한 빈번하게 보인다. 저선 수 및 지연 운동 발달이 발생할 수 있음

#### 혈관 EDS
얇고 반투명한 피부로 매우 부서지기 쉽고 타박상이 쉽게 생긴다. 동맥과 장과 자궁과 같은 특정 기관도 허약하고 파열되기 쉽다. 이 유형의 사람들은 일반적으로 키가 작다. 얇은 두피 머리; 큰 눈, 얇은 코, 귀가 없는 귀를 비롯한 특징적인 얼굴 특징이 있다. 합동과 운동성은 존재하지만 일반적으로 작은 관절 (손가락, 발가락)에 국한된다. 다른 일반적인 특징으로는 클럽 피트; 힘줄 및 / 또는 근육 파열; acrogeria (손과 발 피부의 조기 노화); 조기 개시 정맥류; 기흉 (폐의 붕괴); 잇몸의 후퇴; 및 피하지방량 감소.

#### 측만성 EDS
출생시 심한 저혈압, 운동 발달 지연, 진행성 척추 측만증 (출생시 현재), 공막 취약성과 관련이 있다. 영향을 받는 사람들도 쉽게 멍이 들 수 있다. 파열되기 쉬운 허약한 동맥; 비정상적으로 작은 각막; 및 osteopenia (낮은 뼈 밀도). 다른 일반적인 특징으로는 길고 가느 다란 손가락 (arachnodactlyly)이 특징인 "마르 파 노이드 습관"; 비정상적으로 긴 팔다리; (pectus excavatum) 또는 튀어 나온 가슴 (pectus carinatum)이있다.

#### Arthrochalasia EDS
심한 관절과 운동성 및 선천성 고관절 탈구를 특징으로 한다. 다른 일반적인 특징으로는 멍이 들기 쉬운 허약하고 탄력있는 피부, 저혈압; 척추 측만증 (후만증 및 측만증); 경증 골감소증이 있다.

#### Dermatosparaxis EDS
심한 상처와 흉터로 이어지는 매우 약한 피부와 관련이 있다. 처진 피부, 특히 얼굴에 여분의 피부가 있다. 탈장 및 얇은 각막, 조기 진보적인 각막이 특징인 가려운 각막 증후군 (BCS), 푸른 sclerae를 관찰할 수 있다.

#### 유사클래식-EDS
벨벳같은 피부 질감과 위축성 흉터, 재발성 탈구의 유무 (흔히 어깨와 발목)를 동반하거나 갖지 않는 범용 조기과 운동 (GJH), 쉽게 상처를 입은 피부 또는 자발적 출혈 (피부 아래에서 출혈로 인한 색소 침착)이 발견된다.

#### Spondylodysplastic EDS
(spEDS)은  어린 시절의 진행성 근력 저하 (심한 선천성에서부터 가벼운 나중에 발병하는 것에 이르기까지), 그리고 사지 굴곡이 특징이다.

#### Musculocontractural EDS(mcEDS)
선천성 다발 구축, 특징적으로 내전 - 굴곡 구축 및 / 또는 탈곡 등반 (만곡 족), 출생시 또는 초기 유아에서 명백한 특징적인 두개 안면 특징, 피부 과민성, 쉬운 괴사성, 위축성 흉터가있는 피부 취약성과 같은 피부, 손바닥 주름 증가가 특징이다.

#### Myopathic EDS
선천적 다발 구축, 특징적으로 내전 - 굴곡 구축 및 / 또는 탈곡 등반, 출생시 또는 출발 유아에서 명백한 특징, 외피성, 무기력, 조형성, 흉골 성 , 손바닥 주름 증가가 특징적이다.

#### Periodontal EDS
(pEDS)는 조기 발병의 심하고 난치성인 치주염 (소아기 또는 청소년기), 부착 된 치은의 결핍이 특징적이다. 임상 기준을 충족하는 1 급 친척의 가족력이 존재한다.

#### 심장 판막 EDS(cvEDS)
심각한 진보적인 심장 밸브 모양 문제에(대동맥 밸브, mitral valve), 피부 문제(hyperextensibility 을, 위축성 흉터, 얇은 피부, 쉽게 멍이 들음), 합동 과대 운동(일반 또는 제한 작은 관절).

## 관리
엘러스-단로스 증후군에 대한 치료법은 알려져 있지 않으며, 완화 치료(palliative care)가 적용된다. 심혈관 시스템, 물리 요법, 작업 요법 및 정형 외과 도구 (예 : 휠체어, 브레이싱, 주조)를 면밀히 모니터링하면 도움이 될 수 있다. 이것은 관절을 안정시키고 부상을 방지하는 데 도움이 될 수 있다. 정형 외과 용기구는 이동성을 위한 다른 옵션이 없을 때까지는 개인이 전적으로 그들에게 의존하지 않을 것을 권고하지만, 특히 장거리의 경우에는 더 이상의 관절 손상 예방에 도움이 된다. 관절이 맞물리거나 과도하게 연장되는 활동을 피해야 한다.
의사는 관절을 안정시키기 위해 주조를 처방할 수 있다. 의사는 환자를 교정 치료 (보조기)에 대한 속임수 처방으로 안내할 수 있다. 의사는 근육 강화를 돕고 관절을 적절하게 사용하고 보존하는 방법을 사람들에게 가르치기 위해 신체 및 / 또는 작업 치료사와 상담할 수도 있다.
여러 유형의 물리 치료가 있다. 수중 요법은 근육 발달과 조정을 촉진한다. 수동 요법으로 관절은 운동 및 / 또는 조작의 범위 내에서 부드럽게 동원될 것이다. 보수 치료가 도움이되지 않는다면, 관절의 수술적 교정이 필요할 수 있다. 통증을 줄이거나 심장, 소화 기관 또는 기타 관련 질병을 관리하는 약물을 처방할 수 있다. 타박상을 줄이고 상처 치유를 개선하기 위해 일부 환자들은 아스코르빈산 (비타민 C)에 반응했다. EDS 환자에서 발생하기 쉬운 합병증의 양 때문에 의료인이 특별한 주의를 기울이는 경우가 종종 있다. 혈관 내 EDS에서 흉부 또는 복통의 징후는 외상 상황으로 간주된다.
일반적으로 의학적 중재는 증상 치료로 제한된다. 임신하기 전에 EDS 환자는 유전 상담을 받아야 하며 임신이 나타나는 자신의 신체에 대한 위험을 스스로 파악해야한다. EDS를받는 어린이는 접촉 스포츠 및 기타 신체적 스트레스를 주는 활동을 피해야 하는 이유를 이해할 수 있도록 장애에 대한 정보를 제공해야 한다. 아이들은 조인트의 조기 퇴행을 초래할 수 있으므로 느슨한 조인트로 인해 유지할 수 있는 비정상적인 위치를 피하는 것이 바람직하다는 것을 조기에 교육해야 한다. 환자는 질병의 단점을 극복하기가 어려울 수 있다. 이 경우 정서적 지원과 행동 및 심리 치료가 유용할 수 있다. 지원 그룹은 주요 생활 습관 변화 및 건강 악화를 다루는 환자에게 대단히 도움이 될 수 있다. EDS에 관해 가족, 교사 및 친구들에게 알려서 자녀를 받아들이고 지원할 수 있도록해야 한다.

### 수술
Ehlers-Danlos 증후군 환자에서 외과적 개입이 필요할 수 있다. 거의 모든 관절의 불안정성이 발생할 수 있지만 손목, 손가락, 어깨, 무릎, 엉덩이 및 발목이 가장 흔한 상지 및 하반부에서 가장 자주 나타난다.
일반적인 수술 절차는 관절 debridement, 힘줄 교체, capsulorraphy 및 arthroplasty 있다. 연구에 따르면 수술 후 안정화 정도, 통증 감소 및 환자 만족도는 향상될 수 있지만 수술 결과가 최적의 결과를 보장하지 못한다는 사실이 밝혀졌다. 환자 및 외과 의사는 결과에 만족하지 못한다고 보고한다. 질병에 의한 외과 적 합병증의 추가 위험이 있기 때문에 보수 치료가 수술보다 효과적이라는 의견이 일치한다. EDS로 인해 세 가지 기본적인 수술 문제가 발생한다. 조직의 강도가 감소되어 조직이 수술에 적합하지 않게 된다. 혈관의 취약성은 수술 중에 문제를 일으킬 수 있다. 상처 치유는 종종 지연되거나 불완전하다. 외과 의사의 개입을 고려한다면, EDS와 관절과 운동성 문제가 있는 환자를 치료하는 데있어 광범위한 지식과 경험을 갖춘 외과 의사의 진료를 받는 것이 좋다.
연구에 따르면 Ehlers-Danlos 증후군 환자에서 국소 마취제, 동맥 카테터 및 중심 정맥 카테터가 혈종 형성 위험이 높다. Ehlers-Danlos 증후군 환자는 또한 국소 마취에 대한 저항성을 보인다. Xylocaine과 Bupivacaine에 대한 내성은 흔하지 않으며 Carbocaine은 EDS 특허에서 더 잘 작동하는 경향이 있다. EDS 환자의 마취에 대한 특별 권고 사항은 고아 마취 (anphan anesthesia.eu)로 준비되며 EDS 환자의 마취에 대한 모든 측면을 다룬다. EDS 환자의 마취 및 수술에 대한 자세한 권장 사항은 환자의 안전을 향상시키는 데 사용해야 한다.
Ehlers-Danlos 환자의 수술은 조심스럽게 조직을 다루고 나중에 고정화해야 한다.

## 같이 보기
- 과운동 범위 질환 (hypermobility spectrum disorder)
- 마르팡 증후군
- 불완전 뼈형성
- 피부경화증